# James Ussher
James Ussher (někdy psán Usher) (4. ledna 1581, Dublin – 21. března 1656, Reigate, Surrey) byl anglikánským arcibiskupem z Armaghu, irským primasem v letech 1625 až 1656 a plodným náboženským učencem, který se nejvíce proslavil vydáním chronologie, ve které spočítal podle bible datum stvoření světa na 21. říjen roku 4004 př. n. l.

## Vzdělání
Ussher se narodil v irském Dublinu ve staroanglické rodině normanského původu. Jeho dědeček, James Stanihurst, byl předsedou irského parlamentu, jeho otec byl úředníkem u kancelářského soudu. Ussherův mladší, a jediný přeživší, bratr, Ambrose, se stal slavným učencem arabštiny a hebrejštiny. Podle jeho životopisce a kaplana, Nicholase Bernarda, byl starší bratr učen čtení dvěma slepými, staropanenskými tetami.
Ussher byl nadaným lingvistou. V Dublinu začal navštěvovat Free School a poté, 9. ledna 1594, ve věku třinácti let, vstoupil do nově založené (1591) Trinity College v Dublinu. Roku 1598 obdržel titul bakaláře svobodných umění a roku 1600 získal titul magistra společenských věd (ačkoli Nicholas Bernard, jeho první životopisec, tvrdí, že titul získal až po roce 1601). V květnu 1602 byl ustanoven protestantským duchovním v kostele státní irské církve, v Trinity College, (a snad i ve stejný den knězem), svým strýcem Henry Ussherem, arcibiskupem v Armaghu a irským primasem.
Dále se stal roku 1605 kancléřem v katedrále St. Patrick v Dublinu a obdržel prebendu ve Finglasu. V roce 1607 se stává profesorem a bakalářem teologie na Trinity College, doktorem teologie pak roku 1612. Rok 1615 mu přináší vicekancléřství a roku 1616 se stává zástupcem děkana. Roku 1613 si bere za ženu Phoebe, dceru předchozího proděkana, Luke Challonera, a vydává svou první práci. Roku 1615 je také těsně spjatý s prvním přiznáním víry irské církve.

## Raná kariéra
Roku 1619 Ussher vycestoval do Anglie, kde setrval dva roky. Jeho jediné dítě, dcera Alžběta, se narodila v Londýně roku 1619. Známým se stal po setkání s Jamesem I. Roku 1621 byl jmenován biskupem v hrabství Meath. Stal se známou irskou osobností, výrazným učencem a v roce 1623 pak členem tajné rady. Od roku 1623, dokud se nevrátil roku 1626 zpět do Anglie, byl omluven od svých episkopálních povinností kvůli studiu církevní historie a zároveň byl navržen na funkci primase Irska a arcibiskupa v Armaghu, kde nastoupil po svém strýci.

## Primas všech Irů
Po jeho posvěcení roku 1626, Ussher našel sám sebe v rozbouřených politických časech. Zvýšení napětí mezi Anglií a Španělskem a tím i nutnost zabezpečení Irska přinutila Karla I. k nabídce řady ústupků irským katolíkům, včetně náboženské snášenlivosti, známé jako Graces, výměnou za peníze na vydržování armády. Ussher byl přesvědčeným kalvinistou a s obavami sledoval možnost lidí považovaných za protikřesťanské papežence zvyšovat libovolně svou moc. V listopadu 1626 svolal do svého domu tajné setkání irských biskupů, které sestavilo tzv. „Soud arcibiskupů a biskupů Irska“. Ten začíná:

Náboženství papeženců je pověrčivé a modlářské; jejich víra a doktrína chybná a kacířská; jejich víra v každém ohledu odpadlická; poskytnout jim tedy toleranci, nebo jim dovolit volné uplatňování jejich náboženství a vyznávání víry a doktríny, je bolestným hříchem.

Toto provolání nebylo publikováno dokud nebylo přečteno v dubnu 1627 v Dublinu na závěr řady kázání proti Výsadám (Graces). V konečné fázi nebyly Výsady potvrzeny irským parlamentem.
V průběhu čtyřletého mezivládí mezi zástupci lordů od roku 1629, vzrostlo úsilí o dosažení náboženské shody uvnitř Irska. Roku 1633 Ussher napsal novému arcibiskupovi v Canterbury, Williamu Laudovi ohledně získání podpory pro uvalení pokut za nerespektování Anglikánské církve (tzv. Recusancy) na irské katolíky. Thomas Wentworth, který roku 1633 dorazil do Irska jako nový zástupce vládce, se odklonil od tlaku na shodu a uvedl, že irská církev by se měla především zaměřit na zvýšení svých finančních rezerv a získávání dalších prostředků. Rozhodl také dlouhotrvající spor ohledně primaství mezi Armaghem a Dublinem ve prospěch Armaghu.
Nicméně Ussher se brzy dostal do neshod se stoupajícím arminianismem, Wentworthem a chvályhodnou snahou po shodě mezi anglikánskou církví a stále více kalvinistickou irskou církví. Ussher čelil tomuto tlaku na shromáždění roku 1634, které garantovalo že anglické články víry nudou přijmuty stejně jako irské články a ne je nahrazovat.
Ve stejném roce Ussher prohrál boj při blokování jmenování Arminiana proboštem na Trinity College, rok 1635 bylo jasné, že Ussher ve skutečnosti ztratil kontrolu nad církví Johna Bramhalla, biskupa z Derry, ať už v každodenních nebo politických záležitostech.
Tradiční Ussherův portrét je mírný učenec místního významu, který byl přinejlepším průměrným politikem a správcem: ve skutečnosti byl efektivním biskupem a arcibiskupem, důležitým politikem a přestože byl zpátečnický, hledal raději cestu smíření a dohody než cestu konfrontace. Pověsti o tom, že se úspěšně postavil proti používání irského jazyka při bohoslužbách Williamem Bedellem, biskupem v Kilmore, byly vyvráceny.
Kdyby Ussher chtěl, mohl být významným učencem. Byl také často zaneprázdněný rozsáhlými debatami s římskokatolickými bohoslovci. Jako student dokonce vyzval svého jezuitského příbuzného (Ussherova matka byla římsko-katolického vyznání) k veřejné disputaci ohledně identifikace papeže s antikristem. Ussher také hodně psal ohledně teologie a církevní historie, ale tyto práce postupně nahrazovaly antikatolické práce. Stejně jako jeho učení i on byl známý charitou a svou dobrou náladou.
Ussher opustil Dublin pro svou episkopální rezidenci v Droghedě, kde se soustředil na svou arcidiecézi a svůj výzkum. Roku 1632 publikoval průkopnickou studii středověké irské církve, Veterum epistolarum Hibernicarum sylloge, ve které dokazuje, že raná irská církev se lišila od Říma ohledně Velikonoc a zdokumentoval růst papežské kontroly (naznačuje historickou odlišnost irské církve od církve římské). Roku 1639 publikoval historii křesťanství v Británii k danému datu,Britannicarum ecclesiarum antiquitates. Tento popis rané keltské církve v Británii a Irsku byl uznáván až do 20. století.

## Anglická občanská válka
V roce 1640 se odebírá z Irska do Anglie vzhledem k měnícím se poměrů. Rok před občanskou válkou je díky své pověsti učence a mírného kalvinisty vyhledáván králem i parlamentem. Roku 1641 ztratil Ussher díky irskému povstání katolíků svůj domov a příjmy, parlament mu odhlasoval penzi 400 liber zatímco král ho odměnil příjmy a majetkem neobsazeného stolce v Carlisle. Navzdory svému kalvínství byl Ussher roajalistou, který podporoval krále a Wentwortha (nyní hrabě Stafford) při nadcházejících událostech a obhajoval episkopát. Tváří v tvář útokům puritánů na instituci biskupství napsal nebo editoval pět knih, ve kterých demonstroval existenci biskupů od nejranější církevních dob. Poslední dvě pojednání, týkající se Ignáciových listů dosáhly obzvláštního ohlasu a jsou dodnes předmětem moderního zkoumání.
Během občanské války se Ussher angažoval ve prospěch krále a zůstal mu věrný, když odmítl pozvání připojit se roku 1643 k Westminsterskému shromáždění. Odcestoval do Oxfordu, pak Bristolu, Cardiffu a nakonec do St Donat's. V červnu 1646 se vrátil zpět do Londýna, kde zůstával pod ochranou své přítelkyně, hraběnky z Peterborough, v jejím domě. Začátkem roku 1647 se stal kazatelem v Lincolnově hostinci a navzdory své loajalitě k monarchii byl chráněn svými přáteli v parlamentu. V roce 1649 sledoval popravu Karla I. ze střechy domu hraběnky z Peterborough, ale omdlel ještě před dopadem sekery.

## Ussherova chronologie
Ussher se nyní soustředil na výzkum a psaní a vrátil se ke studiu chronologie a církevních otců. Po roce 1647 pracoval na původu víry a o rok později vydal pojednání v kalendáři. To byla pouze zkušební práce před napsáním jeho nejslavnější práce Annales veteris testamenti, a prima mundi origine deducti (Kroniky starého zákona vyvozující původ světa), která se objevila roku 1650 a její pokračování Annalium pars postierior roku 1654. V této práci spočítal datum stvoření světa na soumrak předcházející neděli 23. října, roku 4004 př. n. l. Jiní akademičtí učenci spočítali jiná data stvoření, jako například akademik z Cambridge, John Lightfoot. Čas je často chybně uváděn jako 9 hodin dopoledne nebo dopoledne 23. října. Ohledně diskuse a metodologie výpočtu data stvoření světa pojednává článek Ussherova chronologie.
Ussherova práce je občas, a často uštěpačně, spojována s mladozemským kreationismem, který trvá na tom, že svět byl stvořen teprve před pár milénii.
V dnešní době, kdy se opíráme o výsledky takových disciplín jako je geologie a paleontologie, se může zdát výpočet počátku stvoření světa banální a mírně výstřední aktivitou. V současnosti odborná vědecká komunita zastává názor, že Země je 4,55 miliardy let stará a vesmír 13,7 miliard let. Ale dříve byl výpočet stáří světa důležitý úkol, kterým se zabývalo mnoho renesančních učenců, jak se o to pokusil např. Joseph Justus Scaliger.
Ussherova chronologie představuje značný, vědecky erudovaný výkon. Její sestavení vyžadovalo znalost historie Bible, což vyžadovalo obrovskou hloubku znalostí o starověku, včetně rozmachu Peršanů, Řeků a Římanů. Dále pak při sestavování chronologie bylo nutná odborná znalost biblických jazyků a hluboká znalost samotné Bible. Jeho popis historických událostí, o kterých měl kromě bible mnoho dalších zdrojů, je v úzké shodě s moderním popisem; např. smrt Alexandra Velikého klade do roku 323 př. n. l. a Julia Caesara do roku 44 př. n. l.. Časový interval mezi potopou a stvořením světa závisel na používané verzi Starého zákona: Hebrejský (1656 let), Samaritánský Pentateuch (1307 let) nebo Etiopský text (2262 let). Ussher preferoval hebrejský text. Anály byly nedávno vydané v moderní angličtině.

## Smrt
Roku 1655 Ussher publikuje svou poslední knihu, De Graeca Septuaginta Interpretum Verisone, první vážné přezkoumání Septuaginty, v porovnání s přesným zněním hebrejského textu Starého zákona. O rok později se odebral do domu hraběnky z Peterborough v Reigate, Surrey. 19. března po večeři ucítil prudkou bolest a uchýlil se do postele, kde zemřel v jednu hodinu 21. března ve věku 75 let. Jeho poslední slova zněla Ó Pane odpusť mi, především mé hříchy ze zanedbání povinností. Jeho tělo bylo nabalzamováno a pohřbeno v Reigate, ale na Cromwellovo naléhání byl proveden 17. dubna veřejný pohřeb a Ussher byl uložen do kaple sv. Erasma ve Westminsterském opatství.

## Nejznámější díla
1. «Gravissimae quaestiones de christianis ecclesiis» (Londýn, 1613)
2. «Britannicarum ecclesiarum antiquitatis historiae» (Dublin, 1639)
3. «Annales Veteris et Novi Testamenti» (Londýn, 1650)
4. «Annales Mundi» (Londýn, 1658)
5. «Chronologia sacra» (Oxford, 1660)
6. «The power of the prince and obedience of the subjects stated» (Londýn, 1661)